# Kloostermansumma
Inom matematiken är en Kloostermansumma en viss slags exponentiell summa. Låt a, b och m vara naturliga tal. Då är 
{\displaystyle K(a,b;m)=\sum _{0\leq x\leq m-1,\ sgd(x,m)=1}e^{2\pi i(ax+bx^{*})/m}}
där x* är inversen av x modulo m. Summorna är uppkallade efter den holländska matematikern Hendrik Kloosterman, som introducerade dem 1926 då han använde Hardy–Littlewoods cirkelmetod till ett visst problem gällande kvadratiska former.